# Fronsac (Weinbaugebiet)

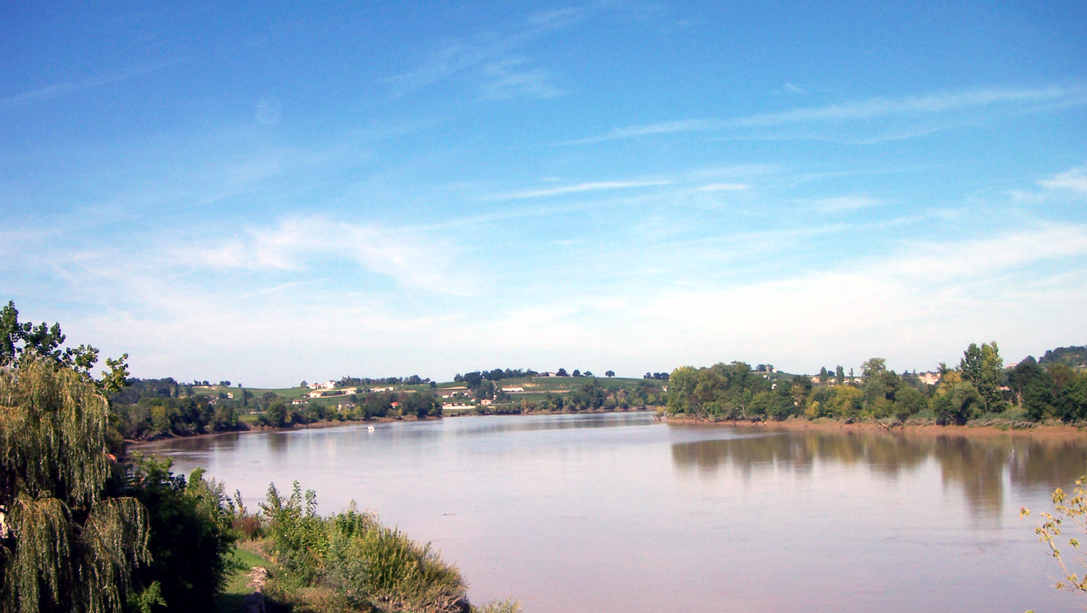
Sicht über die Dordogne auf das Weinbaugebiet Fronsac und Canon-Fronsac

Das Weinbaugebiet Fronsac liegt in der Weinbauregion Bordeaux westlich der Appellationen Saint-Émilion und Pomerol. Von Pomerol ist das Weinbaugebiet nur durch den kleinen Seitenfluss der Dordogne, die Isle, getrennt. Bis weit in das 19. Jahrhundert waren die Weine aus Fronsac geschätzter als die des Nachbarn Pomerol. Geschichtliche Nachforschungen legen den Schluss nahe, dass hier der Anbau von Qualitätsweinen im Libournais seinen Ursprung nahm.
Die nach dem gleichnamigen Ort Fronsac bezeichnete Appellation mit rund 850 Hektar Rebfläche verteilt sich auf die Gemeinden Fronsac, La Rivière, Saint-Germain-de-la-Rivière, Saint-Michel-de-Fronsac, Saint-Aignan, Saillans und einige Gemarkungen von Galgon. Seit dem 4. März 1937 genießt das Weinbaugebiet den Status einer Appellation d’Origine Contrôlée (kurz AOC) und gilt ausschließlich für Rotweine. Bis 1976 hieß das Gebiet Côtes de Fronsac.
Teile der zwei Gemeinden Fronsac und Saint-Michel-de-Fronsac mit einem besonders homogenen Boden und hervorragender Ausrichtung besitzen das Recht für die Appellation Canon-Fronsac. Der tanninreiche und langlebige Rotwein wird aus den Rebsorten Merlot, Cabernet Franc, Cabernet Sauvignon und Malbec gekeltert. Dominiert wird der Rebsatz dabei vom Merlot, der einen mittleren Anteil von 85 % erreicht. Zweitwichtigste Sorte ist der Cabernet Franc mit 10 %. Der Basisertrag ist auf 42 Hektoliter/Hektar beschränkt; ein Wert, der jahrgangsabhängig um bis zu 20 % nach oben korrigiert werden kann. In der Praxis liegt der mittlere Ertrag der Appellation bei ca. 56 Hektoliter / Hektar. Der Zuckergehalt des Mosts muss vor der Vergärung bei mindestens 187 g/l liegen, der Wein muss einen Mindestalkoholgehalt von 11 Volumenprozent aufweisen.
Die Pflanzdichte muss bei mindestens 5000 Rebstöcken/Hektar liegen. Ähnlich wie in Pomerol gibt es auch hier keine Klassifizierung der Gewächse, so wie es in anderen Gebieten des Bordeaux üblich ist. Siehe hierzu auch den Artikel Bordeauxwein (Klassifikation).